# 谢汝翼

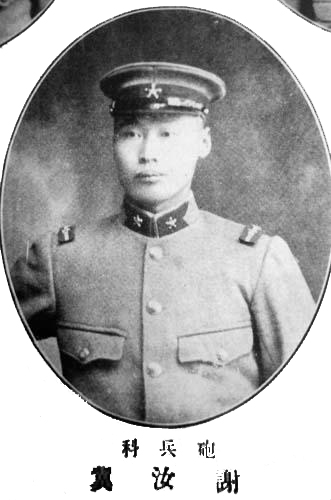

谢汝翼（1879年—1914年）字幼臣，今云南省玉溪市红塔区北城镇王棋村委会九组（原为“谢井村”）人。中国民主革命家，中华民国军事将领。

## 生平
1904年10月，谢汝翼获公费赴日本留学，学习军事。1909年归国后，历任滇军炮队第十三标教练官、第十九标第三营管带，和唐继尧、蔡锷等在滇军中秘密进行革命活动。1911年，谢汝翼所率军队在云南重九起义中配合友军取得起义成功。
重九起义胜利后，应四川革命党人的请求，蔡锷任命谢汝翼为援川第一梯团长，率部到四川平定叙府之乱。取得胜利后，1912年5月，谢汝翼率援川部队回到云南，此后历任云南讲武堂堂长、云南都督府参谋厅厅长、护理云南都督（代理都督）等职。1914年3月，谢汝翼乘滇越铁路火车经昆明赴北京，途中遇刺身亡，享年35岁。
谢汝翼逝世后，获追赠为陆军上将，李鸿祥主持在云南省忠烈祠举行祭奠活动，谢汝翼被安葬在圆通山。1947年，谢汝翼墓迁至西山太华寺附近。